# ぱーそん書房
ぱーそん書房は、医学系出版社。2012年（平成24年)に創立。

## 出版物

### 書籍
認知症治療で著名な長谷川和夫（認知症介護研究・研修東京センター名誉センター長、聖マリアンナ医科大学名誉教授）の著書を多数発刊。
近年、救命・救急医療関連の書籍も注力している。